# Cascades de Triberg

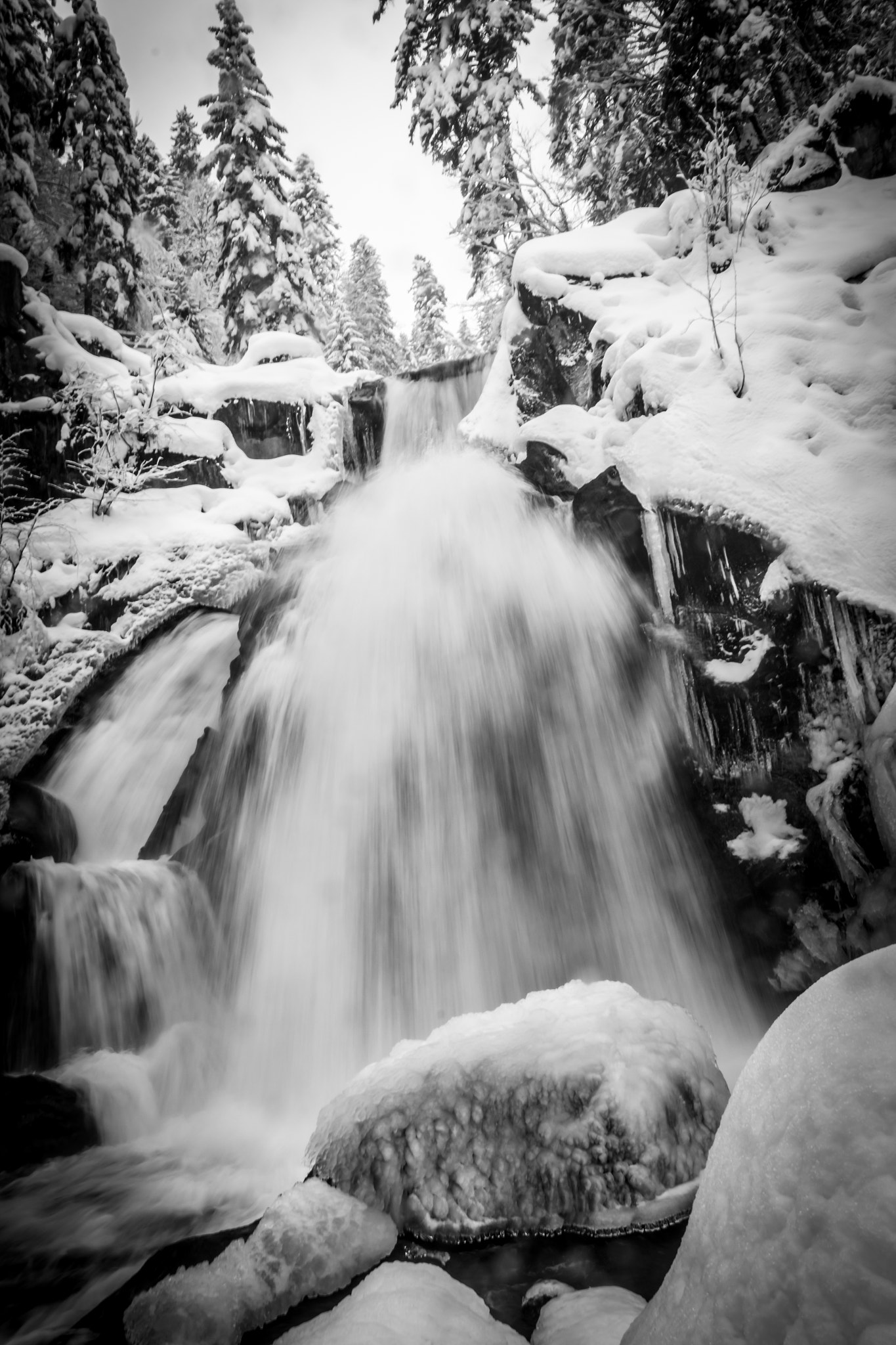
Cascades en hiver.

Les cascades de Triberg se situent dans la Forêt-Noire, dans l'Arrondissement de Forêt-Noire-Baar au Bade-Wurtemberg . Avec 163 mètres de haut, ce sont les plus hautes d'Allemagne et elle est un centre d'intérêt reconnu de la région de la Forêt-Noire.

## Situation et formation
Au-dessus du village de Triberg, célèbre également pour ses horloges à coucou au milieu de la Forêt-Noire, la rivière Gutach plonge sur sept grandes marches d'une haute plaine légèrement ondulée dans une vallée rocheuse en forme de V.
À Triberg, en contrebas des chutes, la vallée profonde forme un bassin juste assez large pour une petite ville. Le bassin escarpé et les chutes ont été formés initialement par deux failles dans le granit, puis par les glaciers lors de plusieurs glaciations du Pléistocène.
Aujourd'hui, Triberg avec ses chutes d'eau sont un lieu touristique populaire, l'espace est aménagé avec des passerelles, attirant chaque année un grand nombre de touristes nationaux et étrangers. Les différentes parties des chutes sont accessibles par des passerelles en été comme en hiver, il y a en tout 4 accès possibles, de plus en soirée les chutes sont illuminées.
Une partie de l'eau de la Gutach est aussi utilisée par une petite et très ancienne centrale hydroélectrique construite en 1884.